# Alofau
Alofau est un village des Samoa américaines, situé au sud-est de l'île de Tutuila. Alofau se trouve à l'est de Pago Pago et entre Pagai et Amouli.